# Jan Karel z Herbersteinu
Jan Karel hrabě z Herbersteinu, též Herberskin (německy Johann Karl Graf von Herberstein, 7. července 1719, Štýrský Hradec – 7. října 1787, Lublaň) byl rakouský šlechtic z rodu Herbersteinů a římskokatolický duchovní a významný církevní představitel josefinismu, od roku 1770 až do své smrti biskup lublaňský.

## Život
Jeho rodiči byli štýrský zemský hejtman Jan Arnošt z Herbersteinu (1671–1746) a Marie Dorothey, dcera hraběte Františka Adama z Ditrichštejna a jeho manželky Rosy Terezie z Trauttmansdorffu. 
Jan Karel studoval teologii na univerzitě v Salcburku, kde byl 8. června 1743 vysvěcen na kněze a poté byl instalován jako katedrální vikář v tridentském biskupství. 20. listopadu 1769 byl jmenován koadjutorem lublaňského biskupa Leopolda Josefa z Petazzi a titulárním biskupem z Myndu. Biskupské svěcení obdržel v roce 1770 od biskupa Petazziho.

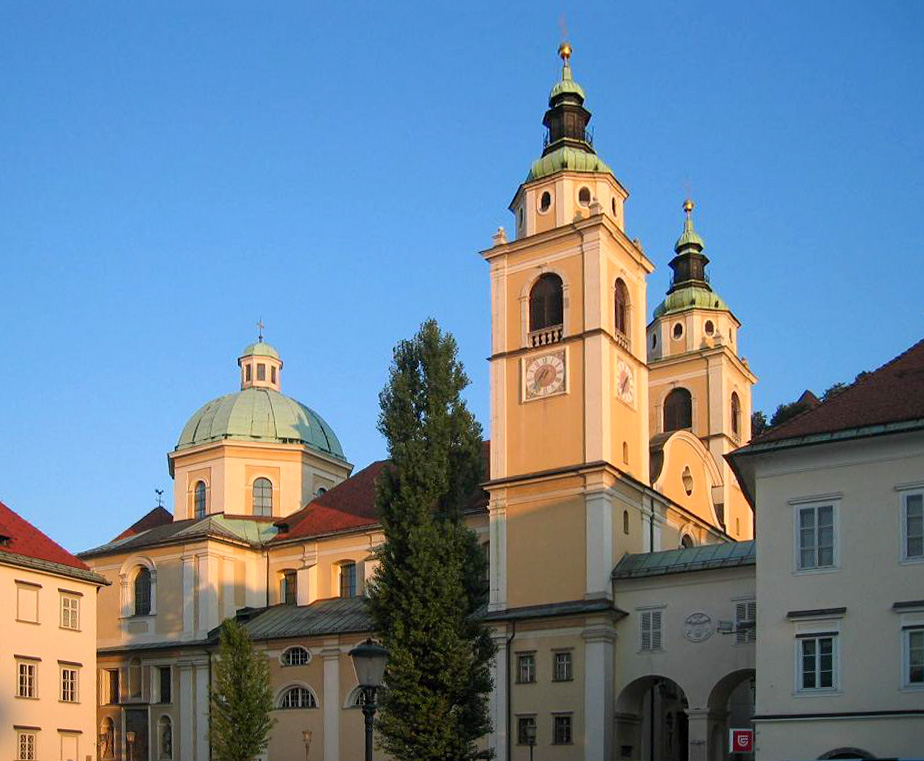
Katedrála svatého Mikuláše v Lublani

Po smrti biskupa Petazziho v roce 1772 byl Jan Karel jmenován jeho nástupcem v úřadu lublaňského biskupa. Jeho intronizace proběhla 5. prosince 1772 a ve své funkci zůstal patnáct let až do své smrti.
Během své biskupské služby podporoval církevně politické reformy císaře Josefa II. a stal se jednou z klíčových postav reformního katolicismu v habsburské říši. Podle doporučení tridentského koncilu vizitoval venkovské farnosti, inicioval vylepšení kněžského vzdělávání a také výuku ve slovinském jazyce. Z tohoto důvodu nechal přeložit katechismus, lekcionář, zpěvníky a nakonec i celou Bibli do slovinštiny. Jeho reformy do značné míry omezily některé formy lidové zbožnosti, které se pohybovaly na hraně pověr.
Schvaloval rušení řeholních společenství a bratrstev světskou mocí, protože byly překážkou jeho pastoračních cílů v diecézi. Odmítal však generální semináře. Jeho snahy o zachování biskupského semináře byly vídeňským dvorem ceněny stejně málo jako jeho snahy na poli slovinské řeči. Byl stoupencem febronianismu. Na jeho pastýřský list z roku 1782, ve kterém se přihlásil k náboženské toleranci, ostře zareagoval papež Pius VI. odsuzujícím breve, jež Herbersteinovi nařizovalo, aby své názory odvolal. Tento spor ukončilo až úmrtí biskupa Herbersteina 7. října 1787.